# Kalecik, Torul
Kalecik là một xã thuộc huyện Torul, tỉnh Gümüşhane, Thổ Nhĩ Kỳ. Dân số thời điểm năm 2008 là 80 người.